# 莱珀蒂特洛日
莱珀蒂特洛日（法語：Les Petites-Loges，法語發音：[le pətit lɔʒ]）是法国马恩省的一个市镇，属于兰斯区。

## 地理
莱珀蒂特洛日（49°8'17"N, 4°13'40"E）面积4.87 平方千米，位于法国大東部大區马恩省，该省份为法国东北部内陆省份，北起阿登省，西北接埃纳省，西南接塞纳-马恩省，南至奥布省，东南接上马恩省，东临默兹省。
与莱珀蒂特洛日接壤的市镇（或旧市镇、城区）包括：瓦勒德韦勒、大比利、塞特索、维莱马尔默里。

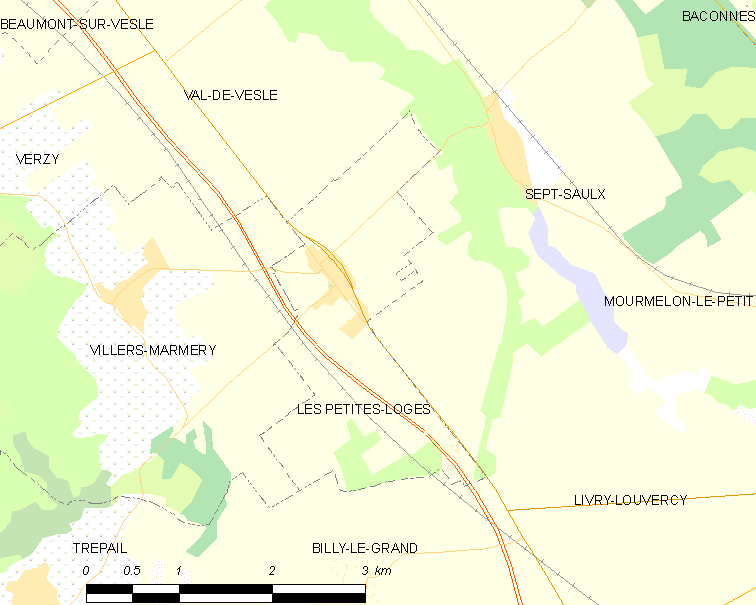
莱珀蒂特洛日的OSM定位图

莱珀蒂特洛日的时区为UTC+01:00、UTC+02:00（夏令时）。

## 行政
莱珀蒂特洛日的邮政编码为51400，INSEE市镇编码为51428。

## 政治
莱珀蒂特洛日所属的省级选区为穆尔默隆-韦勒-香槟山县。

## 人口

1962-2008年间莱珀蒂特洛日人口变化图示

莱珀蒂特洛日于2022年1月1日时的人口数量为483人。